# Iphiaulax quadripunctatus
Iphiaulax quadripunctatus är en stekelart som beskrevs av Cameron 1887. Iphiaulax quadripunctatus ingår i släktet Iphiaulax och familjen bracksteklar. Inga underarter finns listade i Catalogue of Life.